# Assier
Assier là một xã thuộc tỉnh Lot trong vùng Occitanie phía tây nam nước Pháp. Xã này nằm ở khu vực có độ cao trung bình 342 mét trên mực nước biển.

## Biến động dân số
| 1990 | 1999 |
| ---- | ---- |
| 533  | 535  |